# Aplodon wormskioldii
Aplodon wormskioldii là một loài rêu trong họ Splachnaceae. Loài này được (Hornem.) R. Br. mô tả khoa học đầu tiên năm 1823.